# Pedro Proença
Pedro Proença, de son nom complet Pedro Proença Oliveira Alves Garcia, né le 3 novembre 1970 à Lisbonne au Portugal, est un ancien arbitre international portugais de football. Depuis 2025, il est le président de la Fédération portugaise de football (FPF).

## Biographie
Pedro Proença est par profession directeur des finances. Il est arbitre depuis 1988. Il est promu dans le championnat portugais comme arbitre portugais de 1re catégorie lors de la saison 2000-2001. Il est promu arbitre international en 2003 et devient arbitre FIFA.
Il fait partie de l'AF Lisbonne.
Il est élu meilleur arbitre du championnat portugais lors des saisons 2003/2004, 2006/2007 et 2007/2008.
Il arbitre la Ligue des champions de l'UEFA, dont la finale 2011-2012.
Pedro Proença est désigné le 29 juin 2012, pour arbitrer la finale de l'Euro 2012.
En 2013, il arbitre le match d'ouverture de la Coupe des confédérations au Brésil.
Il est sélectionné parmi les arbitres de la Coupe du monde de football de 2014 au Brésil, où il expulse notamment le Camerounais Alexandre Song, coupable d'un coup de poing dans le dos d'un adversaire croate.
Il a également arbitré des matchs des Éliminatoires EURO 2016 dont le match historique Pologne 2-0 Allemagne.
Pedro Proença prend sa retraite le 22 janvier 2015. "La fatigue provoquée par une activité si exigeante aux plans physique et mental, ainsi que le fait d'avoir atteint les objectifs que je m'étais fixés, ont été prépondérants ", a-t-il expliqué, 
Il devient durant l'été 2015 le président de la Ligue portugaise de football professionnel. Il annonce, en décembre 2024, présenter sa candidature à la présidence de la Fédération portugaise de football.
Le 14 février 2025, Pedro Proença est élu président de la Fédération portugaise de football et succède à Fernando Gomes.